# 青岛轮渡

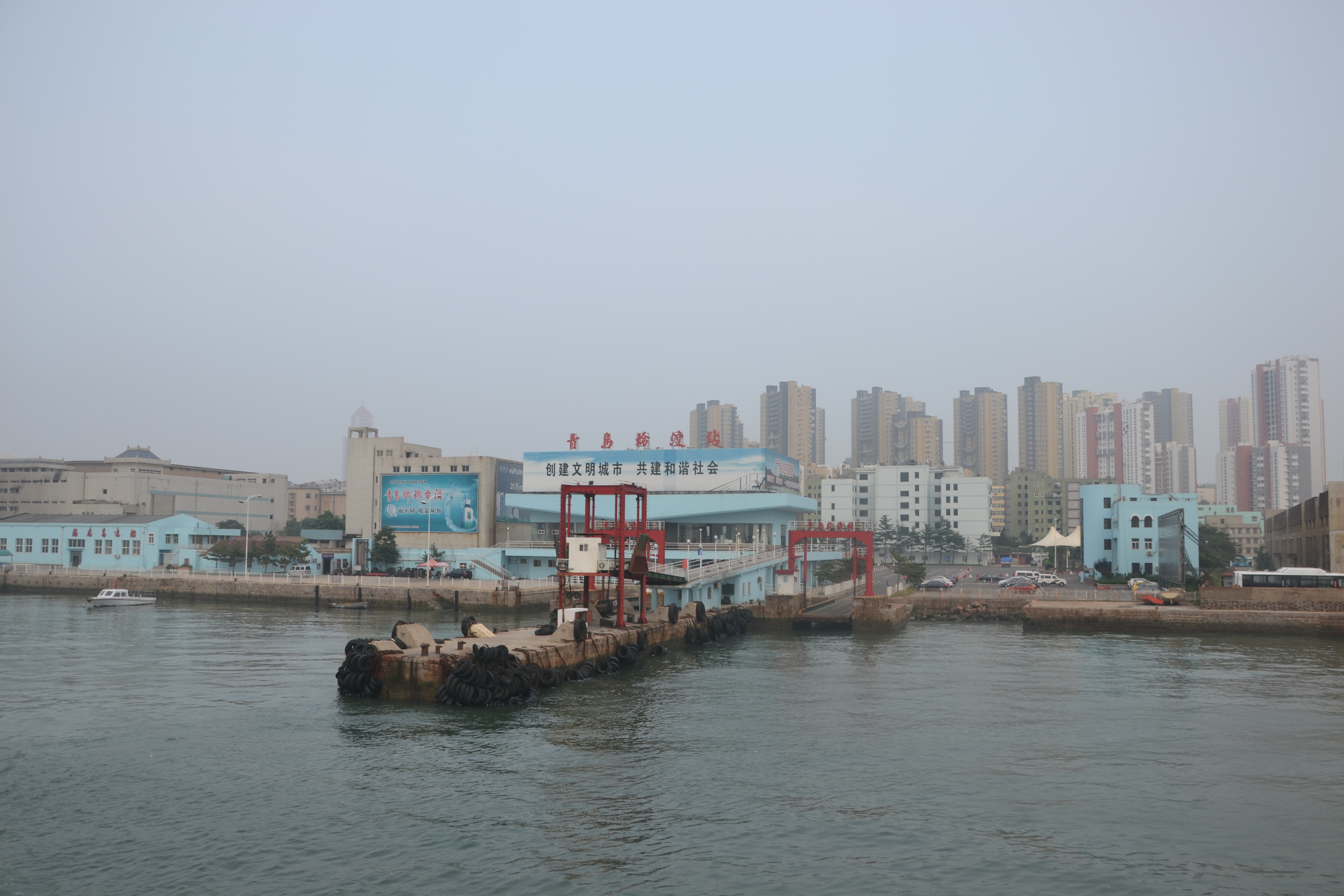
青岛轮渡站，2011年

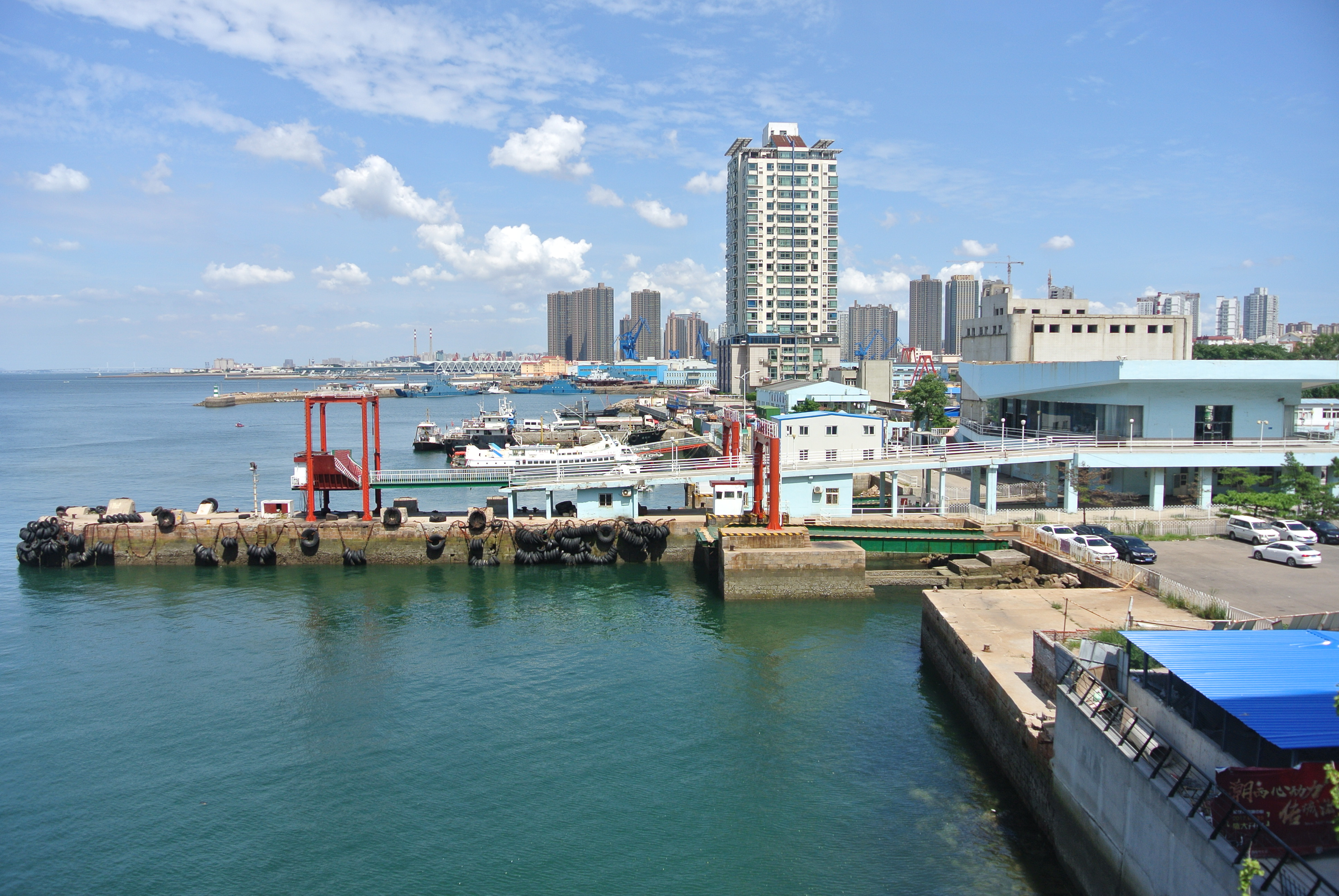
青岛轮渡站，2017年

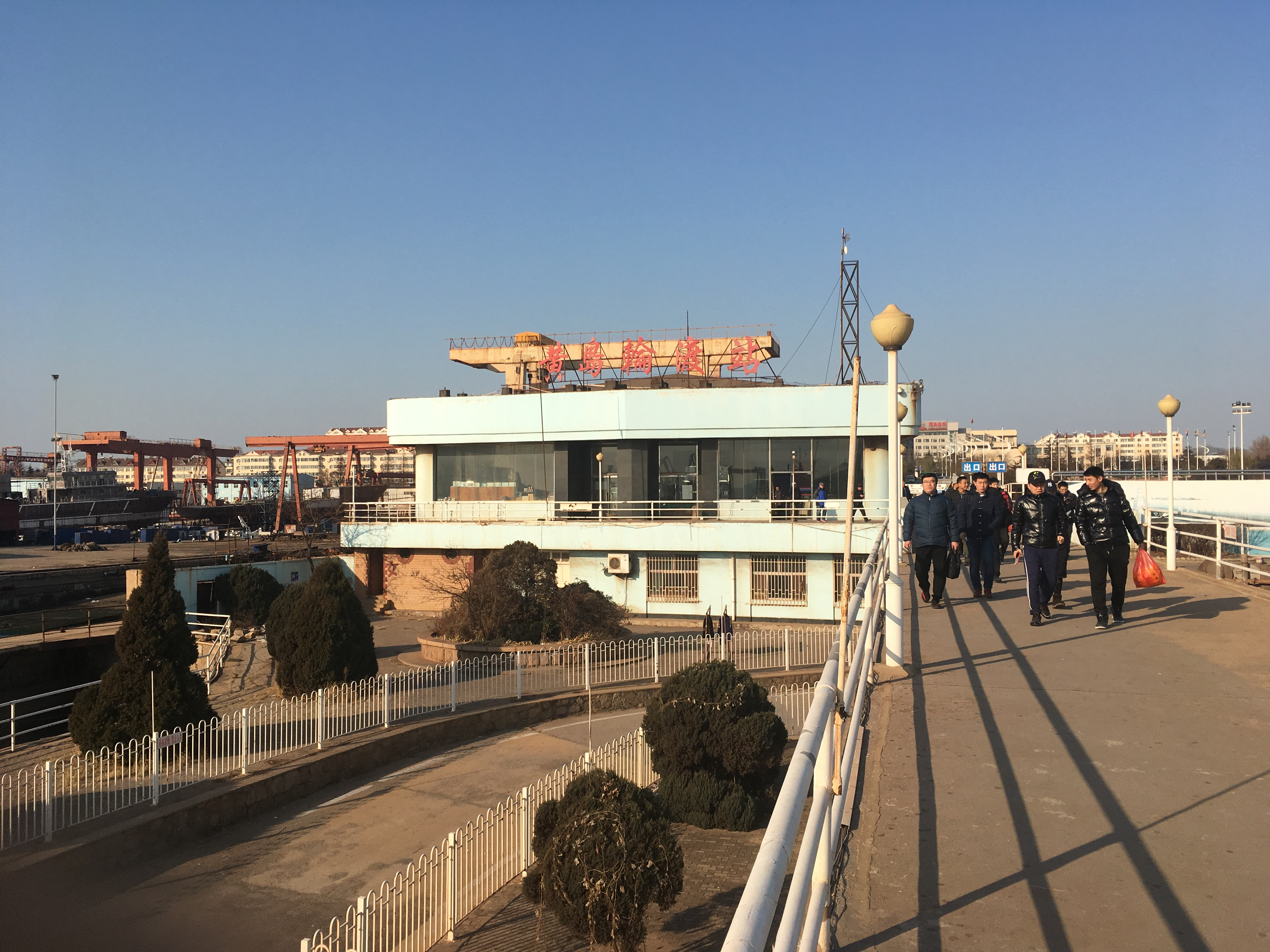
黄岛轮渡站，2017年

青岛轮渡，是中华人民共和国山东省青岛市运行于胶州湾内的一个渡运系统，是城市公共交通系统的组成部分，往来于胶州湾的青岛主城市南区和黄岛区两岸，提供客运和车渡。

## 管理
开通初期，青岛轮渡由山东省交通厅下辖的青岛海运公司轮渡管理处管理。1991年7月16日，山东省政府批准管理处下放给青岛市，隶属青岛市交通局（现交通运输委员会），并更名为青岛轮渡公司。1998年9月 ，公司改制，更名为青岛轮渡有限责任公司。2010年4月，公司整体划归青岛城市建设投资（集团）有限责任公司。2011年10月25日，更名为青岛海上旅游公司。

## 历史
青岛轮渡开通前，往来胶州湾两岸只有通过绕行普通乡村道路或乘坐每日定时2班客轮。1978年11月17日，昌潍地区的胶县、胶南县划归青岛市，往来两岸的人员和车辆大量增加。原有的客轮已远不能满足交通运输需求。在胶州湾建设轮渡提上议事日程。1981年，青岛轮渡的青岛－黄岛航线工程的调查、论证、勘探、测量、规划和设计准备开始。
1985年4月、1986年4月，总占地面积90亩，总投资2500万元的青岛轮渡站和黄岛轮渡站先后开工兴建。1986年12月28日，青岛轮渡的青岛－黄岛航线正式通航。仅有的两艘日本进口二手渡轮“鲁胶渡1”和“鲁胶渡2”号分别从青岛 、黄岛两个轮渡站出发，开往对岸，末班为19时。班次初定每日5班，后增加至每日7班、每日11班，直至流水发船。初期由于条件简陋，客运站没有安检设备，只在春运时才开包抽查违禁物品。雾天渡轮靠岸，船长要靠听码头工人敲脸盆得声音确定码头位置。
1994年7月，末班渡船时间调整为21时。1995年12月28日，环胶州湾高速公路竣工通车，往来于轮渡的客流量明显减少，公司经济效益比前一年急剧下滑。面对严峻的客运市场形势，1997年6月，轮渡开通了高速航线，使用武汉建造的2艘60客位的“海龙”号高速客船（快船）。由于乘坐快船比行驶高速公路节省约30分钟的时间，并且费用较低，轮渡的客运量得以逐渐恢复。
1997年6月，青岛和黄岛浮码头的建设安装工作完成。2001年9月，黄岛区薛家岛旅游交通码头一期工程竣工，青岛轮渡的青岛－薛家岛高速客运航线正式通航。2002年11月，薛家岛旅游交通码头暨薛家岛轮渡站落成，并于当年完成薛家岛旅游交通码头二期工程，薛家岛轮渡候船厅主体工程全部完成，并通过验收。2003年9月，青岛－薛家岛轮渡航线试运行；12月29日，新鲁胶渡1号运抵薛家岛旅游交通码头。2004年1月青岛－薛家岛轮渡航线正式通航。
2011年6月30日，青岛胶州湾隧道和胶州湾大桥通车，轮渡的客流量由之前的运送旅客2万余人次/日锐减一半以上，至2012年又减至约4千余人次/日。
2011年7月12日，青岛－薛家岛轮渡航线改为整点发船；8月12日，青岛－薛家岛轮渡航线取消（仅保留快船）。2011年12月17日，青岛－黄岛轮渡末班渡船时间调整为19时；2012年6月1日，末班渡船时间调整为18时。

## 渡轮

鲁胶渡1号驶出青岛轮渡站

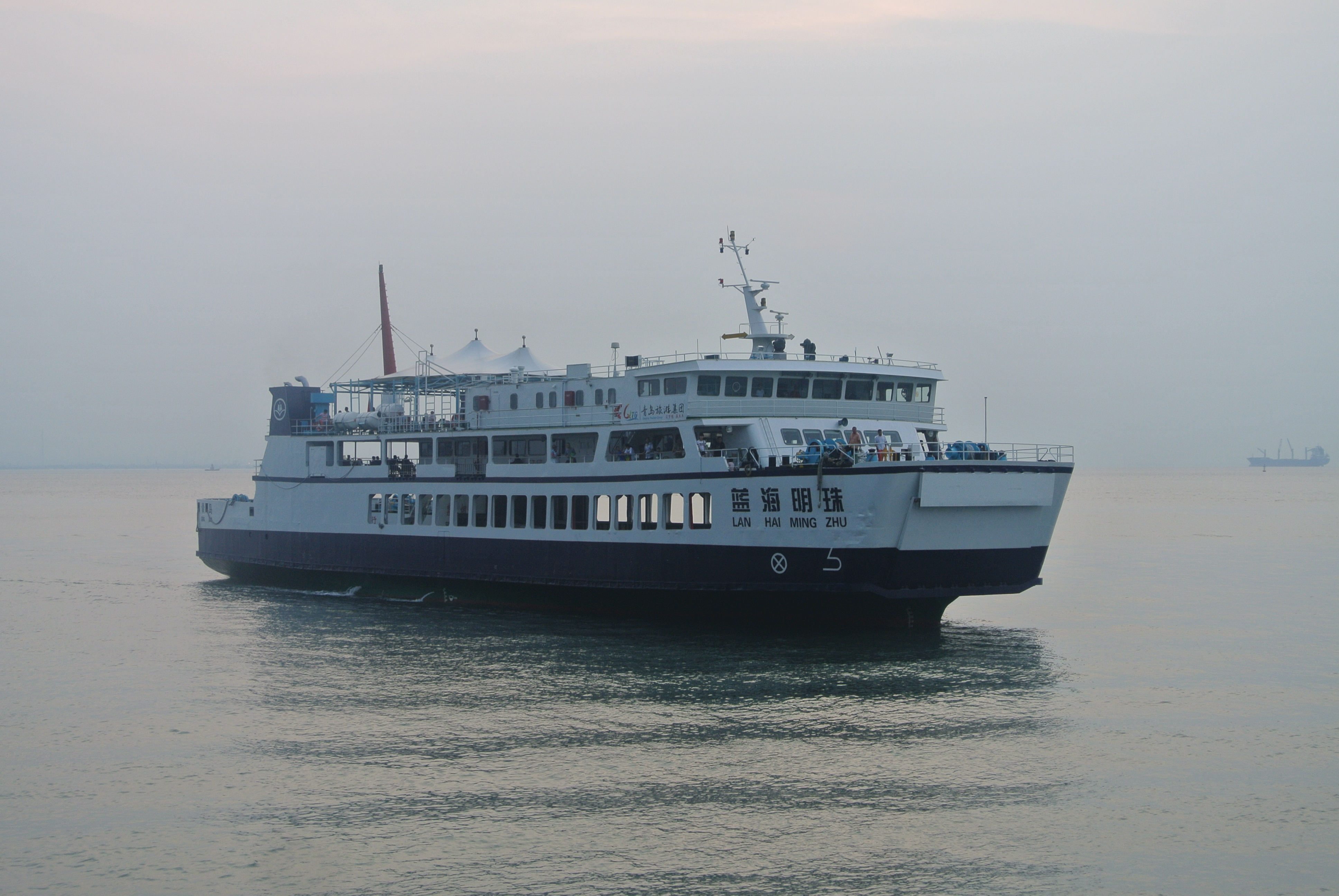
驶入青岛轮渡站的蓝海明珠号客轮（原鲁胶渡10号）

青岛轮渡公司总共有过14艘（含租赁2艘）渡轮，目前为4艘渡轮在服役。
- 鲁胶渡1号：1986年日本进口的二手客滚船。2000年7月1日以37万美元转卖外国。
  - 鲁胶渡1号（现）：2003年12月浙江舟山造船厂制造的渡船。全长64.8米，宽15.6米，定员480人，30辆标准车，载重量337吨，设计航速14.8节。目前正在服役。
- 鲁胶渡2号：1986年日本进口的二手客滚船。2002年15万美元转卖外国。
  - 鲁胶渡2号（现）：2004年5月初投入使用。型号同鲁胶渡1号（现）。目前正在服役。
- 鲁胶渡3号：1990年日本进口的二手船（1979年日本四国造船会社造）。属青岛开发区轮渡公司时名为“青开渡10”号。1991年10月青岛轮渡公司买入更名为“鲁胶渡3”号。2009年11月30日退役。2010年2月2日出售到菲律宾。
- 鲁胶渡5号：1993年5月以500万元从日本进口的二手双体船。2000年7月1日，以37万美元转卖外国。
  - 鲁胶渡5号（现）：2001年11月以105万美元从韩国购进的双体船。目前正在服役。
- 鲁胶渡6号：1995年2月日本进口的二手船。2008年退役。
- 鲁胶渡7号：2004年11月浙江扬帆造船厂制造的客滚船。型号同鲁胶渡1号（现）。目前正在服役。
- 鲁胶渡8号：1998年12月日本进口的豪华轮船（1989年7月由大阪佐野安株式会社位于冈山县仓敷市的水島造船厂制造，日语名为）。全长65米、宽14米、型深4.3米、满载平均吃水2.95米，总吨1280吨，净吨665吨，车辆甲板载重量270吨，载客480人，主机（型号6DLM-28SL，功率1470千瓦）2台，发电机组2台。2011年12月24日7时驶离胶州湾，以730万元的价格转卖印尼继续作为渡轮使用。
- 鲁胶渡9号：2000年5月日本进口的二手船（1982年日本四国造船会社造）。2011年11月底退役。2011年12月5日以372万元的价格转卖菲律宾，更名为“BATANGAS”号。
- 鲁胶渡10号：2007年武汉南华高速船舶工程股份有限公司制造的客滚船。11月14日购置到位。全长65米、宽15.6米、吃水2.98米，总吨位2204吨，定员480人，27辆标准车，载重量320吨，设计航速14.2节。现为蓝海明珠号豪华游轮。

- 舟渡1号：1984年于日本建造的客滚船。全长64.95米、型宽11米、型深3.5米，总吨1430，净吨743，参考载客量450。2009年12月租赁。2011年舟山轮渡公司以450万的价格出售至菲律宾马尼拉，更名为“艾马奇”。2012年3月3日驶离胶州湾。
- 舟渡5号：1994年1月，浙江舟山船厂制造的钢质渡轮。全长59.8米，船长55米、船宽13.6米，定员480人，25辆标准车。2010年3月租赁。目前已返回舟山。

## 高速客船

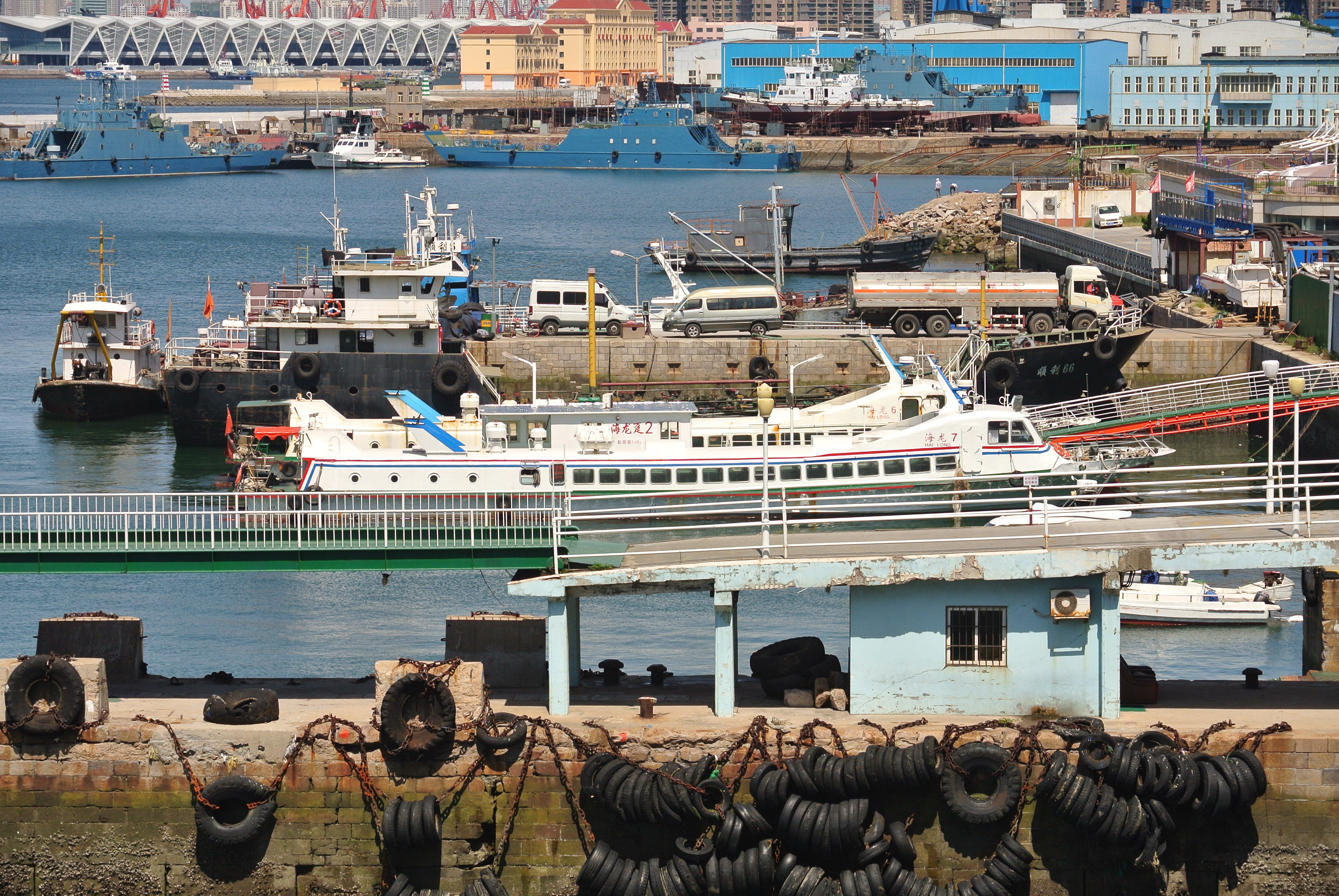
停泊在青岛轮渡码头的海龙6号、海龙7号快船等船只

除青岛轮渡公司外，另有青岛正和海上客运旅游有限公司和青岛平安旅游有限公司两家公司经营往来青岛和黄岛间的高速快船航线。青岛轮渡公司用船为海龙号系列，往来青岛轮渡站和黄岛轮渡站。正和公司用船为正和1号、正和2号及正和3号，往来青岛小港海校快船码头和黄岛轮渡站快船码头。平安公司用船为豪港1号、豪港2号及豪港6号，往来青岛小港平安客运码头和黄岛平安快船码头。胶州湾隧道和胶州湾大桥开通后，两公司快船仅在早晚高峰发船。
另青岛银海国际游艇俱乐部有限公司和青岛轮渡公司下属的海龙高速客运股份有限公司曾合作经营东部至薛家岛快船航线，往来位于青岛市区东部的银海国际游艇俱乐部码头和黄岛区的薛家岛码头。航线于2008年10月开通，因客流量过低，亏损巨大，于2009年5月停航。

## 票价

### 客运
- 1986年12月28日通航时，实行等级票价，普通票[註 4]1.2元/人次（含0.1元保险费，下同），三等[註 5]乙[註 6] 1.6元/人次，三等甲[註 6]2.4元/人次。
- 1989年，三等甲票3.6元，三等乙票2.4元，普通票1.8元。
- 1993年8月10日，实行一票制，票价3元/人次。
- 1994年7月15日，票价4.5元/人次。
- 1996年9月15日，票价5.5元/人次。
- 1999年6月，票价6元/人次。
- 2002年4月15日，票价7元/人次（快船9.5元/人次），并执行至今。
- 2003年9月，青岛－薛家岛航线票价10元/人次（快船12元/人次）。

正和快船与平安快船往来青岛和黄岛的票价最初为9.5元/人次，胶州湾隧道和胶州湾大桥开通后，2011年8月2日起二公司快船票价降为7元/人次 。
银海游艇俱乐部码头至薛家岛码头航线核定票价为32元/人次（停航前实际执行票价为26元/人次），儿童半价16元/人次。

## 航距

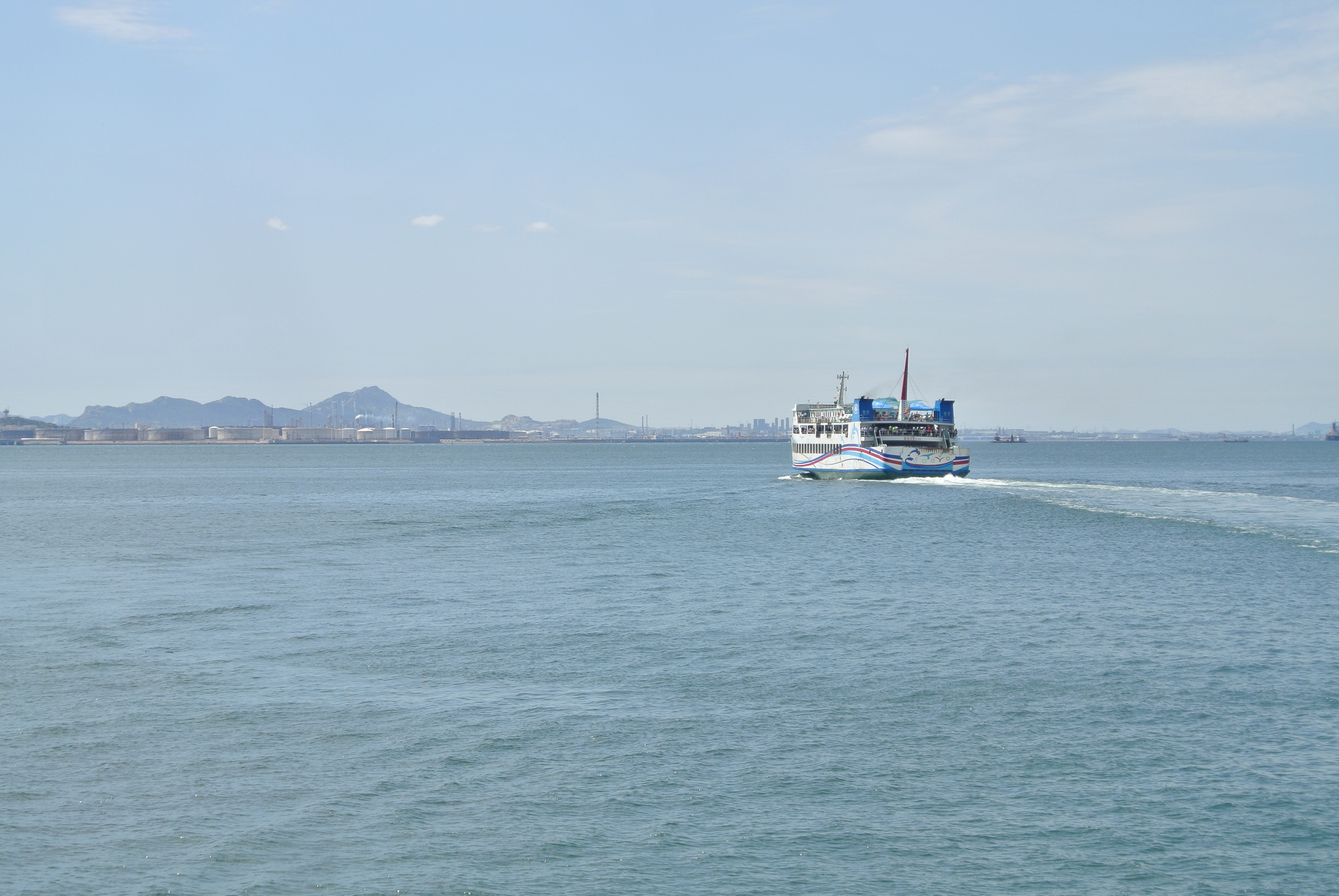
驶往黄岛的鲁胶渡1号

- 青岛至黄岛3.7海里
- 青岛至薛家岛6.2海里
- 青岛至竹岔岛9海里
- 薛家岛至竹岔岛9海里

## 备注
1. ↑  位于市南区四川路21号
2. ↑  位于黄岛区刘公岛路
3. ↑  薛家岛轮渡站已废弃，现为个人用地，不对外开放
4. ↑  座位设置于甲板上
5. ↑  由于船较为简陋，没有设置二等票和一等票
6. 1 2  座位设置于船舱内